# Кампобелло (острів)
Острів Кампбе́лло (англ. Campobello Island) — канадський острів, розташований у затоці Фанді, біля входу в бухти Пассамакуодді та Кобскук, на кордоні зі США.

## Географія

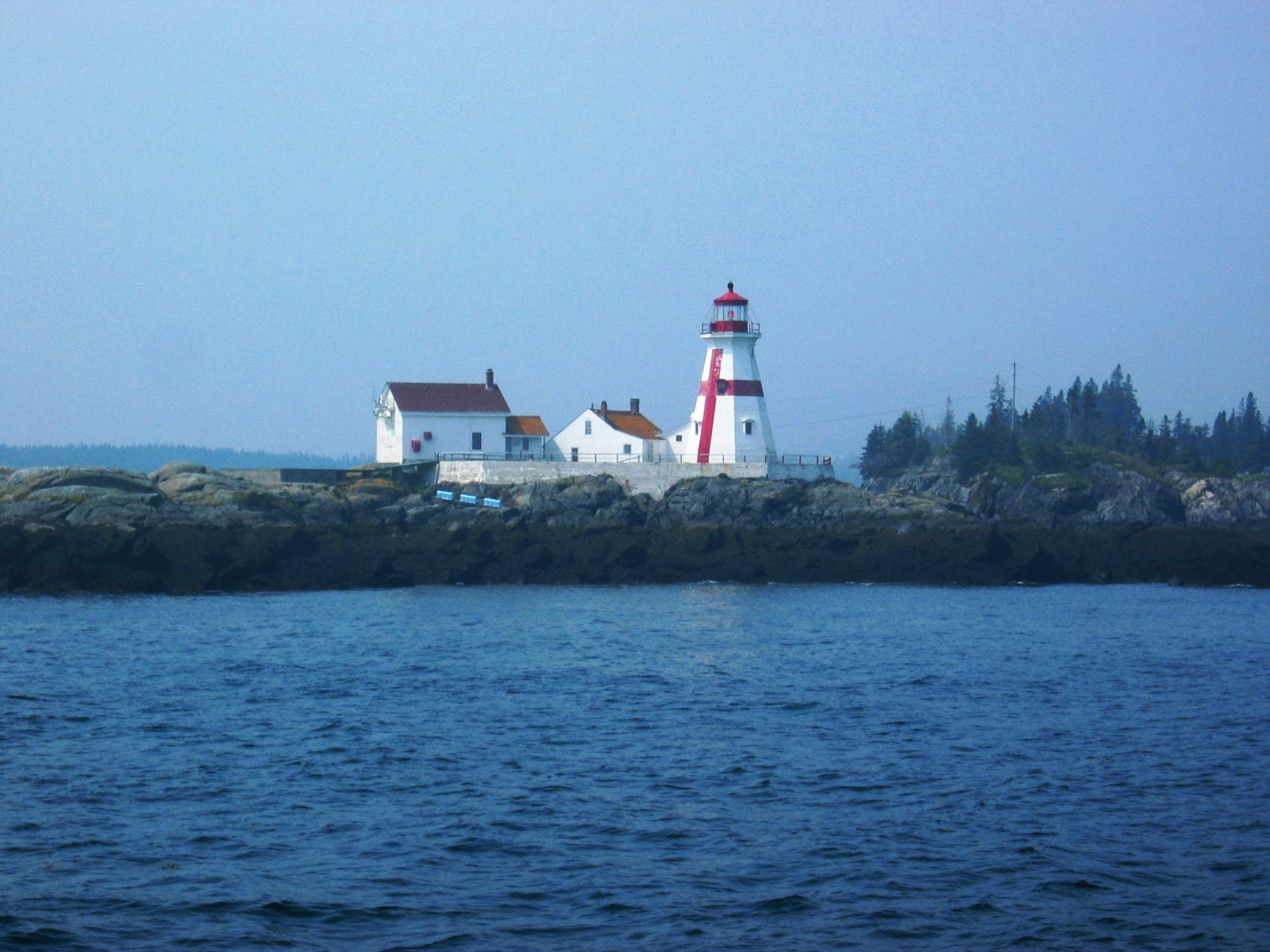
Маяк на острові Кампобелло

Острів входить до складу графства Шарлотт у провінції Нью-Брансвік, але мостом з'єднаний з Любеком у штаті Мен поблизу крайньої східної точки США.
Довжина острова — 14 кілометрів, ширина — близько 5 кілометрів, площа — 39,6 квадратного кілометра.

## Населення
Спочатку острів був населений індіанцями пассамакуодді, які називали його Ебагуїт. У 2006 році постійне населення острова Кампобелло становило 1056 жителів.

## Економіка
Окрім дороги через Любецький міст, у літні місяці на острів можна потрапити на автомобільному поромі з сусіднього острова Дір, пов'язаного таким самим поромом з материковим Нью-Брансуїком. Більшість жителів займаються риболовлею, аквакультурою або працюють у сфері туризму.